# هیرام
هیرام یکم یا حیرام اول مطابق منابع عبری پادشاه فینیقی شهر صور بود. او پس از پدرش ابیبعل در سال ۹۸۰ پیش از میلاد به قدرت رسید و تا سال ۹۴۷ پیش از میلاد حکمرانی کرد. در زمان او صور از یک شهر اقماری صیدا به یکی از مهمترین شهرهای فینیقیه تبدیل شد.
مطابق تورات هیرام با داوود متحد شد و این اتحاد پس از او با پسرش سلیمان نیز ادامه یافت. در نتیجه این اتحاد دسترسی هیرام به راه‌های تجاری مصر، عربستان و بین‌النهرین میسر گردید.

## ساختن معبد سلیمان
مطابق تورات هر دو پادشاهی از این اتحاد و تجارت منتفع و ثروتمند شدند و هیرام برای ساختن معبد سلیمان معمار و کارگر فرستاده و طلا و الوار مورد نیاز را فراهم نمود.